# جیسون باتلر هارنر
جیسون باتلرهارنر (به انگلیسی: Jason Butler Harner) (زاده ۹ اکتبر ۱۹۷۰) بازیگر آمریکایی است.
از فیلم‌های معروف او می‌توان به بازی در فیلم‌های بدون توقف، خانواده فانگ، مرد اضافی اشاره کرد.